# Taxi (pel·lícula de 2004)
Taxi és una pel·lícula franco-estatunidenca dirigida per Tim Story, estrenada l'any 2004. Es tracta d'una recuperació del film francès Taxi de Gérard Pirès (1998). Ha estat doblada al català.

## Argument
Belle Williams és la reina dels taxis de Nova York. Al volant del seu Ford Crown Victoria súper-tunejat, travessa la ciutat com un coet, ignorant semàfors vermells, embotellaments, fulloles arrugades i sirenes de policia. Però això no és més que una etapa, perquè Belle somia des de fa molt de temps en convertir-se en convertir-se en pilot de carreres. Un somni a abast de la mà, que dificulta desagradablement el policia Andy Washburn. Washburn és un policia una mica massa zelós, que només té un defecte - insalvable: una total ineptitud conduint. Junts, tractaran de frustrar els plans d'uns atracadors de bancs.

## Repartiment
- Queen Latifah: Isabelle « Belle » Williams
- Jimmy Fallon: inspector Andrew « Andy » Washburn
- Jennifer Esposito: Marta Robbins
- Gisele Bündchen: Vanessa
- Christian Kane: l'agent Mullins
- Henry Simmons: Jesse
- Ann-Margret: Senyora Washburn
- Joe Lisi: M. Scalla
- Boris McGiver: Franklin
- Ana Cristina De Oliveira: la rossa
- Adrian Martinez: el brasiler
- John Krasinski: missatger n°3
- Patton Oswalt: un empleat
- Jeff Gordon: ell mateix (cameo)

## Crítica
- "Persecucions amb un ximple, una llesta i una maca. (...) El millor? Les persecucions pels carrers de Nova York. I punt. (...) Puntuació: ★★ (sobre 5)"[3]
- "Tova i mig acabada pel·lícula (...) Després d'unes rutinàries persecucions, 'Taxi' acaba abruptament, com si el director hagués tirat la tovallola sense molestar-se a esperar que s'acabés el pesat argument."